# سیریل زلوبک
سیریل زلوبک (انگلیسی: Ciril Zlobec; ۴ ژوئیهٔ ۱۹۲۵ – ۲۴ اوت ۲۰۱۸) شاعر، نویسنده، روزنامه‌نگار، ترجمه، سیاستمدار اهل اسلوونی بود.